# Taku Takeuchi
Taku Takeuchi (n. 20 mai 1987, Iiyama, Prefectura Nagano, Japonia) este un săritor cu schiurile japonez, medaliat olimpic. A participat la 2 ediții ale Jocurilor Olimpice (2010, 2014) în care a câștigat o medalie de bronz.